# Lagoa Grande do Maranhão
Lagoa Grande do Maranhão là một đô thị thuộc bang Maranhão, Brasil. Đô thị này có diện tích 733,635 km², dân số năm 2007 là 8850 người, mật độ 12,06 người/km².